# Yadkin megye
Yadkin megye az Amerikai Egyesült Államokban, azon belül Észak-Karolina államban található. Megyeszékhelye és legnagyobb városa Yadkinville. Lakosainak száma 37 214 fő (2020. április 1.). Yadkin megye Surry, Forsyth, Davie, Iredell és Wilkes megyékkel határos.

## Népesség
A megye népességének változása:
| Lakosok száma | 38 401 | 38 260 | 38 094 | 38 038 | 37 585 | 37 214 |
|               | 2010   | 2011   | 2012   | 2013   | 2015   | 2020   |